# Home, Sweet Home
Home, Sweet Home er en amerikansk stumfilm fra 1914 af D. W. Griffith.

## Medvirkende
- Henry B. Walthall som John Howard Payne.
- Josephine Crowell.
- Lillian Gish.
- Dorothy Gish.